# Acrosiphonia
Acrosiphonia, rod zelenih algi u porodici Ulotrichaceae. Postoji 13 priznatih vrsta.

## Vrste
1. Acrosiphonia arcta (Dillwyn) Gain
2. Acrosiphonia coalita (Ruprecht) Scagel, Garbary, Golden & M.W.Hawkes
3. Acrosiphonia duriuscula (Ruprecht) Yendo
4. Acrosiphonia effusa Kjellman
5. Acrosiphonia flagellata Kjellman
6. Acrosiphonia grandis Kjelmann
7. Acrosiphonia hemisphaerica Kjellman
8. Acrosiphonia incurva Kjellman
9. Acrosiphonia orientalis (J.Agardh) P.C.Silva
10. Acrosiphonia penicilliformis (Foslie) Kjellman
11. Acrosiphonia saxatilis (Ruprecht) K.L.Vinogradova
12. Acrosiphonia sonderi (Kützing) Kornmann
13. Acrosiphonia spinescens (Kützing) Kjellman